# Rourea psammophila
Rourea psammophila é uma espécie  de planta com flor pertencente à família Connaraceae.
A autoridade científica da espécie é Forero, tendo sido publicada em Memoirs of The New York Botanical Garden 26(1): 97. 1976.

## Brasil
Esta espécie  é nativa e endémica do Brasil, podendo ser encontrada nas Regiões Norte, Nordeste, Centro-Oeste e Sudeste. Em termos fitogeográficos pode ser encontrada nos domínios da Amazônia e Cerrado.
Não ocorrem táxons infra-específicos no Brasil.